# (14394) 1990 SP15
1990 أس بي 15 (ويعرف أيضًا باسم (14394) 1990 أس بي 15 وفق تسمية الكوكب الصغير) (بالإنجليزية: 1990 SP15)‏ هو كويكب ضمن حزام الكويكبات؛ وترتيبه 14394 من حيث الاكتشاف.
اكتُشف هذا الجُرم الفلكي بواسطة هنري هولت إي في 18 سبتمبر 1990.

## وصلات خارجية
- (14394) 1990 SP15 في قاعدة بيانات مختبر الدفع النفاث لأجرام النظام الشمسي الصغيرة

- الاكتشاف · مخطط المدار ·  العناصر المدارية · المعلمات المادية

- (14394) 1990 SP15 على موقع ويكي سكاي: DSS2, SDSS, GALEX, IRAS, Hydrogen α, X-Ray, Astrophoto, Sky Map, Articles and images